# Колобов Євген Миколайович
Євген Миколайович Колобов (1912—1973) — заслужений будівельник УРСР (1964).

## Біографія
Народився в 1912 році. Трудову діяльність розпочав в 1931 році в місті Краматорську. У роки радянсько-німецька війни служив на флоті, по закінченню якої повернувся до своєї будівельної спеціальності. 
У 1947 році був у числі керівників однієї з великих будівельних організацій Севастополя — «Воєнморбуду», потім — секретар міськкому партії з будівництва. З 1950 року на чолі тресту № 38, який незабаром виріс в провідне підприємство, що відроджувало місто, — трест «Севастопольбуд». 

Могила Євгена Колобова

Помер в 1973 році. Похований на кладовищі Комунарів в Севастополі.

## Нагороди
- Орден Леніна
- Орден Трудового Червоного Прапора
- медаль «За бойові заслуги» (1943)
- медаль «За оборону Кавказу» (1944)
- медаль «За перемогу над Німеччиною у Великій Вітчизняній війні 1941—1945 рр.» (1945)
- заслужений будівельник УРСР (8.05.1964)

## Пам'ять

Анотаційна дошка

24 грудня 1982 року одній з нових вулиць Гагарінського району Севастополя було присвоєно ім'я Колобова. Анотаційна дошка встановлена 24 вересня 1989 року на будинку № 21 (архітектори — В. П. Щербиніна, В. К. Цаккер).